# Alternanthera procumbens
Alternanthera procumbens là loài thực vật có hoa thuộc họ Dền. Loài này được Schult. mô tả khoa học đầu tiên năm 1819.